# Vonones testaceus
Vonones testaceus is een hooiwagen uit de familie Cosmetidae.